# والتر جاكسون فريمان الثاني
والتر جاكسون فريمان الثاني (بالإنجليزية: Walter Jackson Freeman II)‏ هو دكتور في الطب (14 نوفمبر 1895 - 31 مايو 1972) كان طبيبًا أمريكيًا متخصصًا في خزع الفص. وكان عضوًا في الجمعية الأمريكية للأطباء النفسيين.

## السيرة الذاتية والسنوات الأولى
ولد والتر جيه فريمان في 14 من نوفمبر عام 1895 لأسرة موسرة. ولقد نشأ وترعرع على يد والديه في فيلادلفيا، بنسلفانيا. ولقد اشتُهر فريمان أيضًا بكونه شخصًا غريب الأطوار ولقد أكمل منهجه المسرحي في شرح الجراحة متكئًا على عصاه ومطلقًا لحية خفيفة ومعتمرًا قبعة كبيرة. ولقد كان يعمل في مهنة الطب المتوارثة في عائلته وكان جده ويليام ويليامز كين جراحًا شهيرًا في الحرب الأهلية. وكان والده أيضًا طبيبًا ناجحًا جدًا. التحق فريمان بـ جامعة ييل، الذي كان اسمها في ذلك الوقت كلية ييل، فبدأ دراسته عام 1912 وتخرج وحصل على الشهادة الجامعية عام 1916. ثم انتقل لدراسة طب الجهاز العصبي في كلية الطب بجامعة بنسلفانيا. وفي أثناء التحاقه بكلية الطب قام فريمان بدراسة أعمال ويليام سبيلر وأعجب إعجابًا شديدًا بأعماله المبهرة في مجال علوم طب الجهاز العصبي الجديد. ولقد عمل ويليام سبيلر أيضًا في فيلادلفيا واعترف به الكثيرون في عالم علم النفس باعتباره مؤسس طب الجهاز العصبي. ولقد تقدم فريمان بطلب للحصول على منصب مُبتغى للعمل إلى جانب سبيلر في موطنه بفيلادلفيا ولكن طلبه قوبل بالرفض.
بعد ذلك بفترة قصيرة، عام 1924, انتقل فريمان مرة أخرى إلى واشنطن العاصمة وبدأ ممارسة عمله كأول طبيب جهاز عصبي في المدينة. وبمجرد وصوله إلى واشنطن العاصمة، بدأ والتر فريمان عمله مديرًا للمعامل في مستشفى سانت إليزابيث. ومما شجعه على متابعة دراسته في هذا المجال أنه بينما كان يباشر مهام عمله في المستشفى كان يرقب الآلام والمآسي التي يلاقيها المرضى. فحصل فريمان على درجة الدكتوراه في علم الأمراض العصبية في غضون السنوات القليلة التالية وحصل على منصب رئيس قسم طب الجهاز العصبي في جامعة جورج واشنطن.

### خزع الفص
تنسب أول محاولة منهجية في الجراحة النفسية إلى الطبيب النفسي السويسري جوتليب بورخاردت. ولكن الأعمال الجراحية التجريبية لبورخاردت كان محل شجب واسع النطاق في ذلك الوقت وفي العقود اللاحقة كانت تجارب الجراحة النفسية تتم فقط على فترات متقطعة. في 12 من نوفمبر لعام 1935, تم إجراء جراحة نفسية جديدة في البرتغال بإشراف طبيب الجهاز العصبي والطبيب إيغاس مونيز. فلقد استخدم إجراء خزع الفص الجديد في معالجة مرضى الأمراض العقلية. وأصبح مونيز معلمًا وقدوةً لفريمان الذي قام بتعديل الإجراء وأسماه «بضع الفص».” وبعد عام واحد من أول جراحة لبضع الفص، وفي 14 سبتمبر 1936، قام والتر جيه فريمان بأول جراحة خزع الفص للفص الأمامي في الولايات المتحدة لربة المنزل «أليس هود هامت» من مدينة توبيكا، كنساس وبها يكون فريمان قد بدأ مجاله المغمور كجراح أعصاب في الولايات المتحدة. ولقد ساعده في إجراء جراحة خزع الفص زميله جراح الأعصاب وشريك الأبحاث جيمس واتز. وبحلول شهر نوفمبر وبعد مرور شهرين فقط على إجرائهما جراحة خزع الفص الأولى، كان فريمان وواتز قد عملا بالفعل على 20 حالة تضم العديد من الجراحات الثانية وجراحات متابعة. وبحلول عام 1942, كان الثنائي قد أجريا أكثر من 200 جراحة خزع الفص ونشرا نتائجها مؤكدين تحسن 63 في المائة من الحالات وعدم حدوث أي تغير في 23 في المائة من الحالات بينما ساءت حالة 14 في المائة من الحالات عقب الجراحة.
بعد مرور ما يقرب من عشر سنوات على إجراء جراحات خزع الفص، سمع فريمان عن طبيب في إيطاليا اسمه أمارو فيمبرتي يقوم بإجراء جراحات المخ عبر محجر العين، مما يسمح له بالوصول إلى المخ دون ثقب الجمجمة. وبعد تجربة الطرق الجديدة في إجراء جراحات المخ هذه، وضع فريمان أسلوبًا جراحيًا جديدًا أسماه بضع الفص بطريق الحجاج. ولقد أصبح هذا الإجراء معروفًا باسم بضع الفص بطريق الحجاج ويتم إجراؤه بإدخال لاقطة معدنية داخل زاوية محجر كل عين وتحريكه إلى الأمام والخلف، مما يتسبب في فلق قشرة الفص الجبهي في الفص الجبهي من المخ. ولقد أجرى جراحة بضع الفص بطريق الحجاج لأول مرة لربة منزل من واشنطن العاصمة اسمها سالي إلين لونيسكو. ولا تحتاج طريقة بضع الفص بطريق الحجاج هذه إلى جراح جراحة عصبية ويمكن إجراؤها خارج غرفة الجراحة ودون استخدام تخدير وذلك باستخدام العلاج بالصدمة الكهربائية لإحداث نوبة. إن التعديلات التي أُدخلت على جراحة خزع الفص مكنت فريمان من توسيع نطاق استخدام تلك الجراحة، بحيث يمكن إجراؤها في المستشفيات النفسية الحكومية في مختلف أنحاء الولايات المتحدة التي تكدست بالمرضى وتعاني نقص الأطباء. وفي عام 1950 ترك جيمس واتز شريك عمر والتر فريمان العمل وانشق عن فريمان اعتراضًا على قسوة جراحة بضع الفص عن طريق الحجاج والإفراط في استخدامها.
بعد تطويره لجراحة بضع الفص بطريق الحجاج، بدأ فريمان في السفر متنقلاً عبر البلاد لزيارة المصحات العقلية مستخدمًا سيارته الشخصية، والتي أطلق عليها اسم «سيارة الخزع.» ولقد طاف في أرجاء الولايات المتحدة لإجراء جراحات خزع الفص ونشر أسلوب استخدامها من خلال التدريس وتدريب الأطباء على إجراء الجراحة. ولقد اكتسب اسم فريمان شهرةً واسعة رغم الانتقادات الكثيرة التي وجهت لطريقته عقب إجرائه جراحة بضع الفص لشقيقة الرئيس كون كينيدي روز ماري كينيدي، والتي أصابتها بحالة عجز عقلي وجسدي شديد. ولقد ألف مريض سابق اسمه هاورد دولي كتابًا أسماه تجربتي مع جراحة بضع الفص (My Lobotomy) وثق فيه تجربته مع فريمان ومرحلة التعافي التي استمرت لفترة طويلة عقب إجراء جراحة بضع الفص عندما كان عمره 12 عامًا. وكان والتر فريمان يحصل على 25 دولارًا أمريكيًا فقط مقابل إجراء كل جراحة يجريها. وبعد أربعة عقود من الزمان، يكون فريمان قد أجرى بنفسه ما يقرب من 3,400 جراحة بضع فص في 23 ولاية، رغم أنه لم يحصل على تعليم رسمي في الجراحة. في شهر فبراير من عام 1967, أجرى فريمان آخر جراحة له على هيلين مورتنسين. فقد كانت مورتنسين مريضة منذ أمد بعيد وكانت هذه هي جراحة بضع الفص الثالثة التي يجريها فريمان لها. ولقد توفيت نتيجة إصابتها بنزف دماغي حالها مثل كثير من مرضى فريمان الآخرين ثم تم منعه تمامًا من إجراء تلك الجراحات. وعندما بلغ 57 عامًا، تقاعد فريمان من منصبه في جامعة جورج واشنطن وافتتح عيادة متواضعة في كاليفورنيا.

## وصلات خارجية
- والتر جاكسون فريمان الثاني على موقع الموسوعة البريطانية (الإنجليزية)

- Guide to the Walter Freeman and James Watts papers, 1918-1988, Special Collections Research Center, Estelle and Melvin Gelman Library, The George Washington University
- The Lobotomist, authoritative biography of Freeman by Jack El-Hai
- New England Journal of Medicine article
- Article referencing Jack El-Hai's initial Washington Post feature on Freeman
- A Brief History of Lobotomy
- 'My Lobotomy' documentary program from SoundPortraits.org. "
- "Shedding Light on Shadowland"